# Tunnel Moutier-Granges
Le tunnel du Mont-de-Granges ou Grenchenbergtunnel est un tunnel ferroviaire construit entre 1911 et 1915 reliant la ville de Granges (SO) à Moutier (actuellement encore dans le Jura bernois).
Cette liaison ferroviaire revêt une importance non négligeable puisqu'elle est un passage du plateau suisse au Jura géographique et Bâle (ville rhénane représentant un des cœurs stratégiques de l'alliance transfrontalière "RegioTriRhena").
La France ayant perdu l'Alsace en 1871, les trains internationaux reliant la France à la Suisse et à l'Italie empruntaient alors l'axe Belfort-Berne, passant par Porrentruy, Delémont et Moutier. Ce tunnel devait leur permettre d’atteindre plus facilement le plateau suisse. Le gouvernement français a participé pour 10 millions de francs suisses au coût total de 26 millions de francs suisses.

## Caractéristiques
- Longueur du tunnel : 8 578 mètres
- Longueur de la ligne Moutier-Longeau : 13 km
- Propriétaire de la ligne Moutier-Longeau : BLS Chemin de fer du Lötschberg SA

## Histoire
- Novembre 1911 : début des travaux de percement
- Octobre 1915 : mise en exploitation de la ligne Moutier-Longeau
- 2003 : importants travaux de réfection et d’amélioration du tunnel